# Lost Patrol
Lost Patrol é um filme de guerra produzido no Reino Unido, dirigido por Walter Summers e lançado em 1929.